# Laurențiu Reghecampf
Laurențiu Reghecampf (Târgoviște, Rumania, 19 de septiembre de 1975) es un exjugador y entrenador de fútbol rumano. Actualmente dirige al Al-Hilal Omdurmán.

## Carrera como jugador
Reghecampf nació en Târgoviște y comenzó su carrera en su ciudad natal con Chindia. En la temporada 1993-94, a la edad de 18 años, Reghecampf fue cedido al SKN St. Pölten de la Bundesliga austriaca.
Más tarde se unió al Steaua București, donde ganó dos títulos de liga. Un año más tarde, Reghecampf fue cedido al equipo búlgaro Litex Lovech, con el que ganó el título A PFG de 1999.
En 2000, fue comprado por el equipo Energie Cottbus de la Bundesliga alemana. En 2004 fichó por el Alemannia Aachen, con el que se convertiría en un favorito de los aficionados. Su equipo consiguió el ascenso a la Bundesliga en su primera temporada con el club. Unas temporadas más tarde fue nombrado capitán del Alemannia. En la temporada 2006-07 de la Copa de Alemania, Reghecampf anotó dos goles en la victoria por 4-2 sobre el Bayern de Múnich, eliminándolos así de la competición.
El 4 de julio de 2008, se unió al 1. FC Kaiserslautern de la 2. Bundesliga en una transferencia gratuita para la temporada 2008-09, pudiendo solo jugar dos partidos debido a una infección por virus gástrico, anunciando su retiro en 2009 después de que su contrato no haya sido prorrogado.

## Carrera como entrenador
Reghecampf comenzó su carrera directiva con el Snagov de la Liga II en 2009. Al final de la temporada 2009-10, fue contratado por la Universitatea Craiova para salvar al equipo del descenso. Terminó su búsqueda con éxito, pero no lo retuvieron en Craiova para la nueva temporada. En cambio, Reghecampf se unió a Gloria Bistrița. Fue despedido después de sólo 12 partidos debido a malos resultados. Reghecampf regresó a Snagov, pero después de sólo cinco partidos fue llamado de regreso a Craiova para ayudar al equipo a evitar el descenso. Fue despedido después de sólo seis partidos, tras un conflicto con varios jugadores.

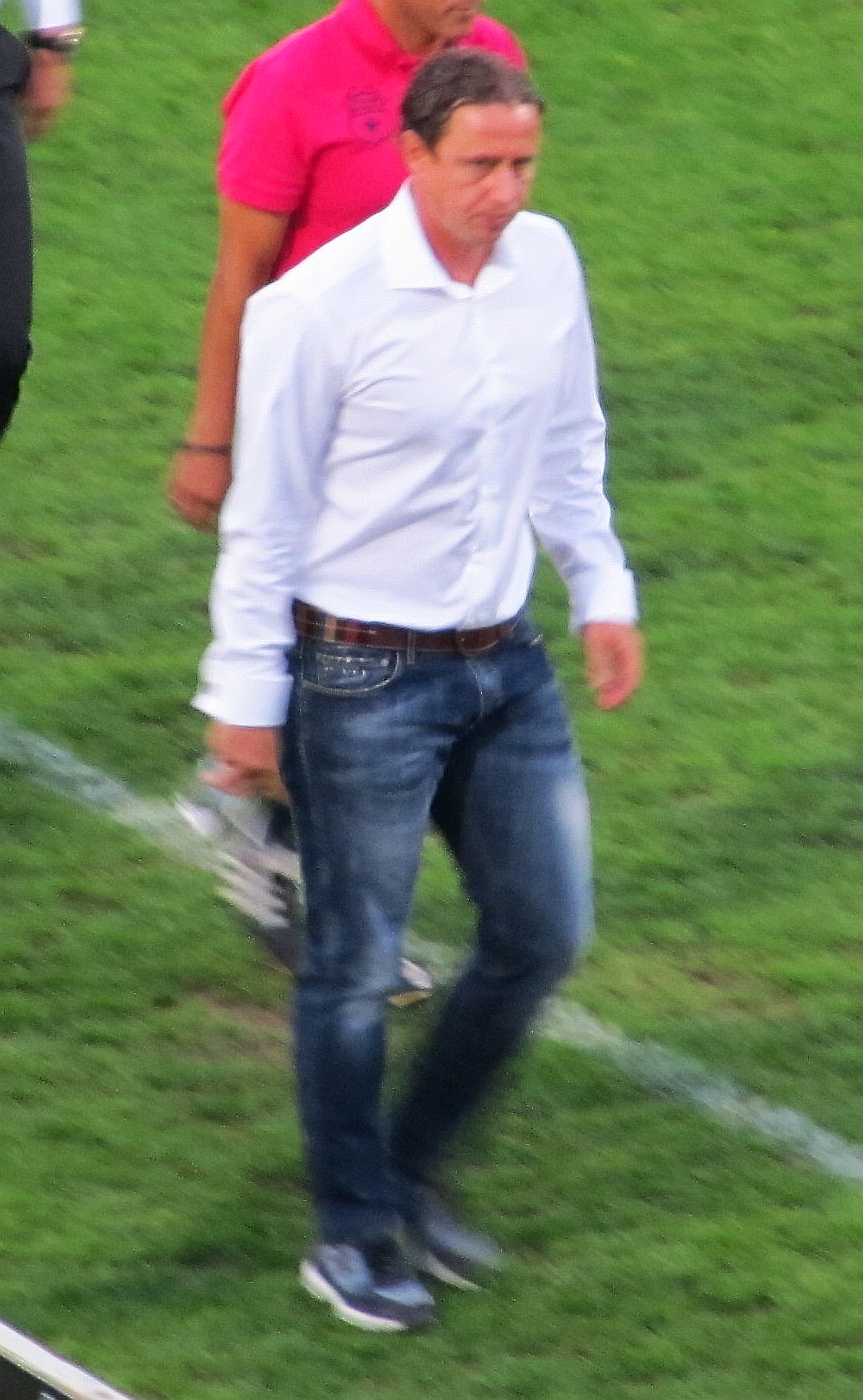
Reghecampf en 2013

Comenzó la temporada 2011-12 en el FC Snagov, por segunda vez. En diciembre de 2011, firmó un contrato con el club rumano de la Liga I Concordia Chiajna, con el principal objetivo de evitar el descenso, después de media temporada el club estaba por encima de la zona de descenso en el puesto N°17 en la general cuando asumió el cargo. Cambió casi toda la plantilla, trajo 17 nuevos jugadores, la mayoría de ellos de Snagov, y después de una serie de victorias, su equipo terminó la temporada en noveno lugar.

### Steaua Bucuresti
Esta evolución llamó la atención de su ex equipo, Steaua București, y al final de la temporada le ofrecieron un contrato por una temporada. Su objetivo era conseguir el primer título de campeonato para el Steaua después de siete años de ausencia. En marzo de 2013, guio al Steaua a los octavos de final de la Europa League tras eliminar al Ajax de la competición. El partido de ida terminó con una derrota por 2-0 en Ámsterdam. En el partido de vuelta en casa, el Steaua tomó una ventaja de 2-0 y el global de 2-2 llevó el partido a la prórroga. El club rumano terminó venciendo al equipo holandés por 4-2 en los penaltis. En mayo de 2013 ganó matemáticamente la Liga rumana y posteriormente la Supercopa de Rumania. El 9 de mayo de 2014, Steaua y Reghecampf ganaron su segundo título de liga consecutivo. Ayudó al Steaua a clasificarse para la fase de grupos de la UEFA Champions League. Más tarde, llevó a su equipo a la final de la Copa de Rumanía, que el Steaua perdió 4-2 en los penaltis ante el subcampeón de la liga, el Astra Giurgiu.

### Al-Hilal
El 27 de mayo de 2014, firmó un contrato de dos años con el Al-Hilal de Arabia Saudita. Llevó a la final de la Liga de Campeones de la AFC cinco meses después de su nombramiento, al derrotar al Al-Ain por un global de 4-2 en semifinales. Sin embargo, su equipo perdió la final ante Western Sydney Wanderers en un partido de ida y vuelta. Fue despedido el 15 de febrero de 2015 tras caer en la final de la Copa del Príncipe de la Corona Saudí.

### Vuelta a Europa
En agosto de 2015, fue nombrado entrenador del Litex Lovech búlgaro. En diciembre de 2015, Reghecampf anunció su decisión de dejar el club para incorporarse al Steaua București por segunda vez. En mayo de 2017 dejó el cargo de director técnico.

### Etapa por Asia
El 3 de julio de 2017, Reghecampf fue anunciado como el nuevo entrenador del club emiratí Al-Wahda con un contrato de 2 años en sustitución de Javier Aguirre. Según las fuentes, su salario será de 2,6 millones de dólares por temporada más bonificaciones potenciales de hasta otros $1,6 millones. En noviembre de 2018, dejó su cargo luego de una derrota ante el Al-Jazira.
En enero de 2019, asumió el cargo de entrenador del Al-Wasl de la UAE Pro League, amenazado por el descenso. En octubre de 2020, fue despedido de su cargo luego de una serie de malos resultados.
El 1 de abril de 2021 fue anunciado como el nuevo entrenador del club Al-Ahli de la Liga Profesional Saudí. Menos de dos meses después, tras dos victorias, dos empates y una derrota, fue destituido.

### Regreso a Rumania
El 26 de julio de 2021, Reghecampf regresó a su Rumania natal, donde firmó un contrato de dos años para convertirse en el nuevo entrenador del CS Universitatea Craiova. Después de terminar la temporada anterior tercero en la clasificación liguera, el equipo se vio en la sexta posición en diciembre de 2021, lo que desató los rumores de su salida prematura del club. Finalmente, en junio de 2022 dejó su cargo en el equipo rumano.

### Nueva etapa por Asia
El 21 de junio de 2022, Neftchi Baku anunció el nombramiento de Reghecampf con un contrato de dos años. Un año después, el 21 de junio de 2023, el rumano abandonó al club de Azerbaiyán de mutuo acuerdo.
El 25 de septiembre de 2023, Reghecampf fue nombrado entrenador del club saudí Al-Tai.En abril de 2024, dejó su cargo de mutuo acuerdo con la directiva saudí.

### Espérance
El 5 de noviembre de 2024, asumió al frente del Espérance. En febrero de 2025, obtuvo la Supercopa de Túnez tras derrotar al Stade Tunisien por 2-0 en la final. Sin embargo, fue despedido de su cargo el 17 de marzo de 2025, a pesar de que el club se encontraba en el primer lugar en la CLP-1.

### Al-Hilal Omdurmán
El 7 de agosto de 2025, fue confirmado como técnico del Al-Hilal Omdurmán.

## Clubes

### Como jugador
| Club                    | País     | Año       |
| ----------------------- | -------- | --------- |
| St. Pölten              | Austria  | 1994-1995 |
| Chindia Târgoviște      | Rumania  | 1995-1996 |
| Steaua Bucureşti        | Rumania  | 1996-2000 |
| Litex Lovech (Préstamo) | Bulgaria | 1998-1999 |
| Energie Cottbus         | Alemania | 2000-2004 |
| Alemannia Aachen        | Alemania | 2004-2008 |
| 1. FC Kaiserslautern    | Alemania | 2008-2009 |

### Como entrenador
| Club                     | País                   | Año           |
| ------------------------ | ---------------------- | ------------- |
| FC Snagov                | Rumania                | 2009-2010     |
| FCU Craiova              | Rumania                | 2010          |
| Gloria Bistriţa          | Rumania                | 2010          |
| FC Snagov                | Rumania                | 2010-2011     |
| FCU Craiova              | Rumania                | 2011          |
| FC Snagov                | Rumania                | 2011          |
| Concordia Chiajna        | Rumania                | 2011-2012     |
| Steaua Bucureşti         | Rumania                | 2012-2014     |
| Al Hilal                 | Arabia Saudita         | 2014-2015     |
| Litex Lovech             | Bulgaria               | 2015          |
| Steaua Bucureşti         | Rumania                | 2015-2017     |
| Al-Wahda                 | Emiratos Árabes Unidos | 2017-2018     |
| Al-Wasl                  | Emiratos Árabes Unidos | 2019-2020     |
| Al-Ahli                  | Arabia Saudita         | 2021          |
| CS Universitatea Craiova | Rumania                | 2021-2022     |
| Neftchi Baku             | Azerbaiyán             | 2022-2023     |
| Al-Tai                   | Arabia Saudita         | 2023-2024     |
| Espérance                | Túnez                  | 2024-2025     |
| Al-Hilal Omdurmán        | Sudán                  | 2025-presente |

## Palmarés
Futbolista
- Liga I: 1996–97, 1997–98
- Copa de Rumania 1996–97
- A PFG: 1998–99

Entrenador
- Liga I: 2012–13, 2013–14
- Supercopa de Rumanía: 2013
- Copa de la liga de Rumania: 2016
- Subcampeón de la Liga de Campeones de la AFC: 2014
- Etisalat Super Cup: 2017, 2018
- Copa de Liga de los Emiratos Árabes Unidos: 2018
- Supercopa de Túnez: 2024